# Neocalamites

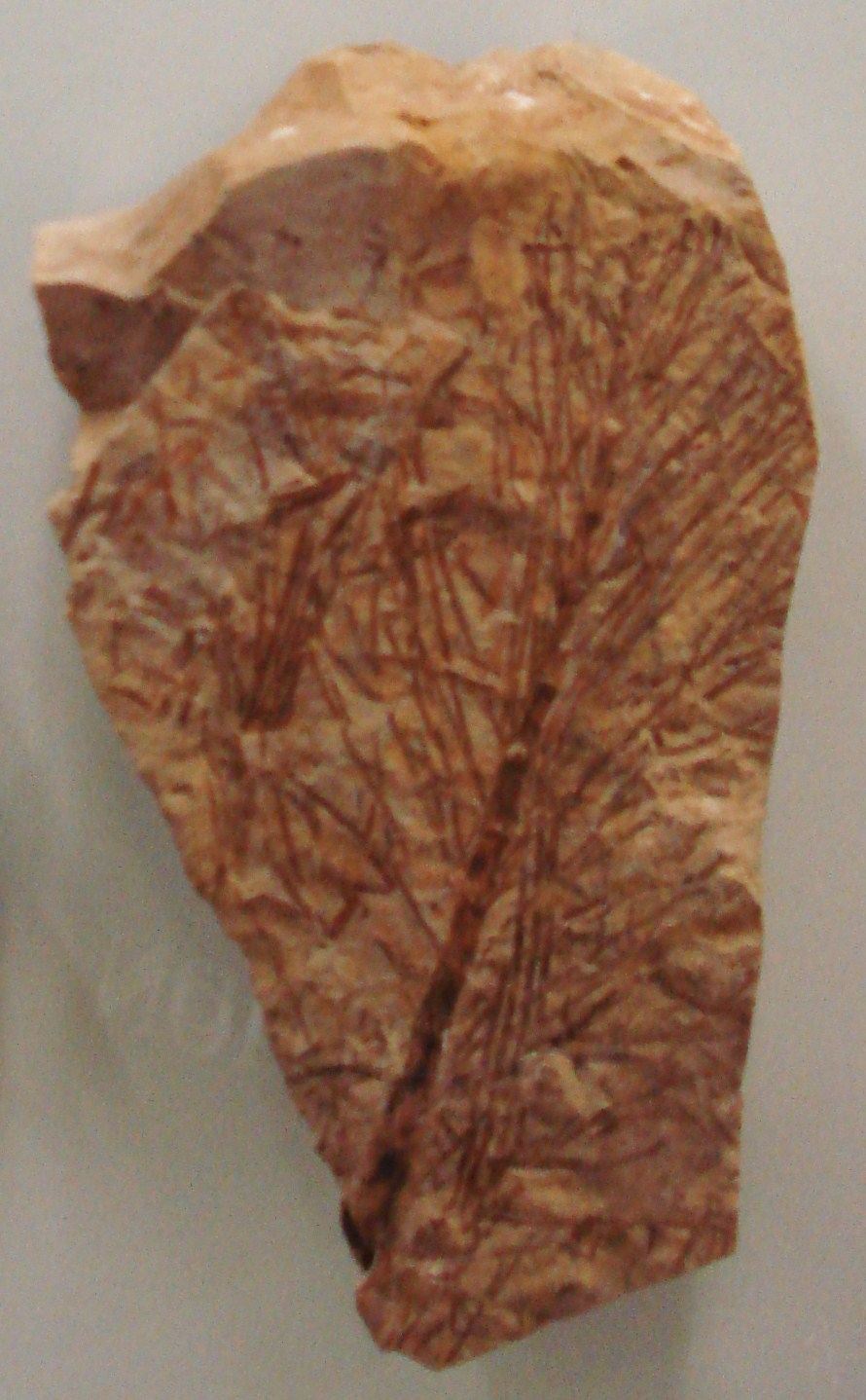
Neocalamites merianii

Neocalamites is een geslacht van uitgestorven Sphenophyta. Neocalamites bloeide tijdens het Perm en Trias en kwam voor op plaatsen op beide halfronden.

## Beschrijving
De grootte varieerde van enkele centimeters tot twee meter hoog en de vrije bladeren kwamen voor op de knopen van de luchtstengels. Er wordt verondersteld dat ze secundaire weefsels produceerden als Calamites, maar kegels hadden die vergelijkbaar waren met Equisetum. Er zijn aanwijzingen dat deze plant leefde op vochtige plaatsen langs rivieren en oevers van meren.